# 구엔리안 베르흐 그리퍼드
구엔리안 베르흐 그리퍼드(웨일스어: Gwenllian ferch Gruffydd: 1100년경-1136년)는 데허이바르스의 터워소그 그리퍼드 압 러스의 후비였다.

## 생애
귀네드의 그리피드 압 커난과 앙하라드 베르흐 오와인의 딸로, 귀네드의 아베르브라우 왕가의 영지인 어너스몬에서 태어났다. 그리피드 왕의 5남 3녀 중 막내였으며, 족보를 따져보면 에린의 아르드리 브리안 보루마의 외현손녀가 된다. 구엔리안의 부친 그리피드의 모친 라근힐다의 부친 올라프의 모친 슬라너의 부친이 브리안이다.
구엔리안은 빼어난 미인으로 자랐다. 데허이바르스 왕 그리퍼드 압 리스가 1113년경 그리퍼드 압 커난을 만나기 위해 귀네드로 왔다가 구엔리안과 눈이 맞아 난질을 했다. 두 사람은 1116년 직후에 결혼했고, 슬하에 6남 2녀를 낳았다.
- 장남 모르간 압 그리퍼드(Morgan ap Gruffydd: 1116년경생-1136년몰)
- 차남 마엘구인 압 그리퍼드(Maelgwyn ap Gruffydd: 1119년경생-1136년몰)
- 딸 굴라두스 베르흐 그리퍼드(Gwladus ferch Gruffydd 1120년-1130년 사이-1175년 7월 25일 이후)[4][5][6]
- 딸 네스트 베르흐 그리퍼드(Nest ferch Gruffydd: 1120년-1130년 사이-1175년 7월 25일 이후)
- 삼남 오와인 압 그리퍼드(Owain ap Gruffydd: 1126년경-1156년 이후)[7]
- 사남 마레디드 압 그리퍼드(Maredudd ap Gruffydd: 1130/1년경생-1155년몰)[8]
- 오남 러스 버한 압 그리퍼드(Rhys Fychan ap Gruffydd: 1132년경생-1197년 4월 27일 이후)[9]
- 육남 시온 압 그리퍼드(1134년경생-1155년 이후)[7]

구엔리안은 시댁이 된 데허이바르스의 거성 디네부르성에서 남편과 함께 살았다. 이 당시 데허이바르스는 노르만인의 침공을 당하면서, 남웨일스 각지에 세워진 노르만인, 앵글인, 플람스인 식민지들과 맞서 싸우고 있었다. 노르만인들과의 싸움이 계속되면서 데허이바르스 왕실 또한 이곳저곳 쫓겨다녀야 했다. 구엔리안의 남편 그리퍼드는 산악지대 및 삼림지대의 요새들을 거점으로 유격전을 수행했고, 구엔리안은 남편을 따라다녔다.
1135년, 들어 잉글랜드에서 스티븐과 마틸다 사이에 왕위계승 분쟁이 일어나면서 중앙정부의 권위가 붕괴, 무정부시대의 혼란기에 돌입했다. 이에 따라 웨일스는 변경 영토를 회복할 기회를 얻었다. 1095년 이미 노르만인들에게 정복당해 브레녹셔가 되었던 브러헤이니옥에서 허우엘 압 마레디드가 거병하여 구어르로 진군, 노르만-앵글 식민자들을 무찔렀다(가른고흐 전투). 브러헤이니옥의 허우엘의 성공에 고무된 데허이바르스의 그리퍼드는 장인(구엔리안의 아버지)인 귀네드의 그리퍼드 왕을 만나 자기가 거병할 때 지원해 줄 것을 설득했다.
구엔리안의 남편이 그녀의 친정에 가서 친정아버지와 동맹을 맺는 동안, 모리스 드 롱드르 등 노르만인들이 데허이바르스에 들이닥쳤고, 구엔리안은 이를 방어하기 위해 자신이 군대를 일으켜야 했다. 커두엘리성 근교에서 벌어진 전투에서 구엔리안은 패퇴했다. 장남 모르간이 전사하고, 구엔리안은 차남 마엘구인과 함께 노르만인들에게 붙잡혀 참수되었다.

## 영향
구엔리안은 비록 패배했으나 그녀의 죽음은 남웨일스의 다른 세력들을 분노시켜 그들의 거병을 고무시켰고, 구엔트의 요르웨르스 압 오와인(구엔트의 마지막 왕 카라독 압 그리퍼드의 손자)이 케레디기온을 먹은 노르만 영주 리처드 피츠길버트 드 클레어를 습격해 죽였다. 구엔리안의 죽음과 요르웨르스의 거병 소식이 귀네드에 닿자, 구엔리안의 오빠들인 오와인과 카드왈라드르가 케레디기온을 침공해 한비항겔, 아베러스투이스, 한바다른을 취했다.
구엔리안은 전투에서 군을 지휘한 기록이 유일하게 남아 있는 웨일스인 여성으로, 그 행적은 다른 켈트 여전사 부디카와 종종 비교되어왔다. 이후로도 수백년 동안 웨일스인들은 전투에 임하여 “구엔리안의 복수”를 외쳤다. 구엔리안 부부는 노르만인, 앵글인, 플람스 식민자들을 약탈했고, 식민자들의 재산을 그들에게 밀려나 삶의 터전을 잃은 데허이바르스 웨일스인들에게 재분배했는데, 역사학자 Philip Warner는 이 부부가 “웨일스의 로빈 후드”와 같았다고 썼다.
마비노기의 네 가지의 저자가 구엔리안이라는 설이 있다.